# Камичола-Черквета (Фрозиноне)
Камичола-Черквета је насеље у Италији у округу Фрозиноне, региону Лацио.
Према процени из 2011. у насељу је живело 214 становника. Насеље се налази на надморској висини од 229 м.